# Feder
Feder, artiestennaam van Hadrien Federiconi (Nice, 5 september 1987) is een Frans dj.

## Biografie
Feder werd bekend in 2014 met Sixto, een remix van Sixto Rodriguez' nummer Can’t Get Away. In 2015 scoorde hij een toptienhit met Goodbye, ingezongen door Lyse, in Frankrijk, België, Italië en Zwitserland.

## Discografie
| Single met hitnotering(en) in de Vlaamse Ultratop 50 | Datum van verschijnen | Datum van binnenkomst | Hoogste positie | Aantal weken | Opmerkingen |
| ---------------------------------------------------- | --------------------- | --------------------- | --------------- | ------------ | ----------- |
| Goodbye                                              | 2015                  | 26-04-2015            | 3               | 20           | met Lyse    |
| Blind                                                | 2015                  | 05-12-2015            | tip55           |              | met Emmi    |